# Luis Nava Guibert
Luis José Nava Guibert (Ascope, 19 de marzo de 1946), es un abogado y político peruano.  Fue  secretario de la Presidencia, de julio de 2006 a mayo de 2011; y Ministro de la Producción del Perú, de mayo a julio de 2011, durante el segundo gobierno de Alan García Pérez.

## Biografía
Es abogado graduado en la Universidad Nacional Federico Villarreal, con estudios de postgrado en la Universidad de San Martín de Porres (Lima). Se especializó en derecho laboral.
Durante el primer gobierno de Alan García fue presidente del directorio de Mutual Perú, el cual terminó quebrado al final de su gestión. Estuvo preso en 1993, cerca de un año, acusado de estafa, contra la fe pública y apropiación ilícita, pero el Poder Judicial lo absolvió.
Fue asesor del Congreso de la República del Perú, de 1 de enero de 2001 a 26 de julio de 2006.
Socio del «Estudio Nava & Huesa Abogados y Asociados», hasta 2004, cuando transfirió sus acciones a su hijo Luis Nava Mendiola, quien a mediados de 2006 se convirtió en el socio mayoritario, con el 99% de acciones. Asimismo, en 1995 fundó la empresa Transportes Don Reyna, del que fue presidente hasta el 25 de julio de 2006, cuando lo traspasó a su hijos y a su hermano.
Con la ascensión del segundo gobierno de Alan García, fue nombrado secretario general de la Presidencia de la República, cargo que ejerció de 28 de julio de 2006 a 13 de mayo de 2011.
El 13 de mayo de 2011 fue nombrado Ministro de Estado en el despacho de la Producción, en reemplazo de Jorge Villasante Araníbar, siendo el último ministro de dicho portafolio del segundo gobierno de García.
En las elecciones generales de 2011 postuló sin éxito al Parlamento Andino por el partido aprista.
La megacomisión formada en el Congreso de la República en el 2013 para investigar las presuntas irregularidades del segundo gobierno de García, señaló en un informe, un presunto desbalance patrimonial en sus cuentas (esto es, una diferencia entre sus ingresos justificados y sus egresos). Nava Guibert indicó en su oportunidad a los medios de comunicación, que el referido informe fue elaborado vulnerando sus derechos constitucionales con información errada y sin ajustarse a la verdad, y que no existía desbalance alguno. La fiscalía le dio la razón mediante resolución del 2 de julio de 2018, disponiendo el archivamiento de la investigación, indicando que el informe de la comisión contenía gruesos errores.

## Controversias
Citado ante la Comisión Lava Jato del Congreso, Nava Guibert reconoció que el Estudio de Abogados Nava & Huesa y la empresa Transportes Don Reyna, tuvieron relaciones comerciales con la empresa Odebrecht. Se sabe que Transportes Don Reyna, cuyo gerente desde el 2006 fue su hijo José Antonio, recibió US$ 18 millones por los servicios prestados a Odebrecht, como contratista en obras como la carretera Interoceánica del Sur y Transvase Olmos.
En abril de 2019, el fiscal del Equipo del Caso Lava Jato, José Domingo Pérez decidió ampliar la investigación del caso de la Línea 1 del Metro de Lima, incluyendo tanto a Luis Nava Guibert como su hijo José Antonio Nava Mendiola, investigados en el presunto delito de lavado de activos. Según la investigación, Nava Guibert habría recibido US$4 millones desde la Caja 2 de la empresa Odebrecht. Parte de ese dinero, según documentos publicados por IDL Reporteros, habría sido transferido a la cuenta de Miguel Atala, exvicepresidente de Petroperú, que fuera descubierta en la Banca Privada d'Andorra. Su hijo, José Antonio Nava Mendiola, gerente de Transportes Don Reyna, también habría recibido de Odebrecht casi medio millón de dólares. Esta información fue proporcionada por la misma empresa Odebrecht, tras hacer una búsqueda en su sistema informático, en el que los implicados figuraban con nombres claves (codenames): el de Luis Nava era CHALAN, y el de su hijo era BANDIDO. La tesis de la fiscalía apuntaba a que ambos serían testaferros de alguien situado en una posición más alta, que no sería otro que el mismo presidente Alan García. La fiscalía solicitó para ambos el impedimento de salida del país por 18 meses (10 de abril de 2019), lo que concedió el juez. En su defensa, Nava Guibert negó tajantemente haber recibido dinero de Odebrecht y amenazó con demandar a los periodistas que publicaron la investigación. Luego se internó en una clínica, aduciendo problemas cardíacos. En cuanto a su hijo, salió del país rumbo a los Estados Unidos, el día 10 de abril de 2019, el mismo día en que la fiscalía solicitaba su impedimento de salida del país. Según su padre, lo hizo por motivo de salud.
El 16 de abril de 2019 se ordenó la detención preliminar por diez días para Luis Nava y su hijo. En la misma orden judicial estaba incluido el expresidente Alan García, que prefirió suicidarse antes que entregarse a la justicia. Luis Nava, por su parte, continuó en la clínica, bajo custodia policial.
Su hijo, que seguía en los Estados Unidos, intentó transferir todas sus cuentas del Perú a una cuenta abierta en el país del norte, según lo reveló el fiscal Rafael Vela Barba. La Unidad de Inteligencia Financiera (UIF), a pedido de la fiscalía, congeló todos las cuentas de los Nava.
Poco después, la fiscalía anunció que José Antonio Nava, al igual que Miguel Atala y su hijo Samir Atala, se había acogido a la confesión sincera. José Antonio Nava, que se hallaba en Miami, relató a los fiscales del caso Lava Jato, que en varias oportunidades, el mismo Jorge Barata (directivo de Odebrecht en el Perú) le pidió llevarle maletines a su padre, que él nunca abrió, pero que presumía que guardaban dinero. Otras veces se limitaba a llevar a Barata a la casa de su padre para que dejara los maletines. En cierto momento, su padre le confirmó que se trataba de dinero de Odebrecht.
Gracias a su confesión, José Antonio Nava cambió su situación legal por la de comparecencia restringida, y retornó al Perú el 7 de mayo de 2019. Mientras que a su padre Luis Nava le dieron detención preventiva por 36 meses, siendo internado en el penal Castro Castro (30 de abril de 2019).